# St. Michael (Hofdorf)
Die römisch-katholische Kirche St. Michael ist eine Expositurkirche in Hofdorf, einem Dorf und Ortsteil der Stadt Wörth an der Donau in der Oberpfalz in Bayern und im neugotischen Stil erbaut. Die Kirche gehört zur Pfarrei Pondorf im Bistum Regensburg.

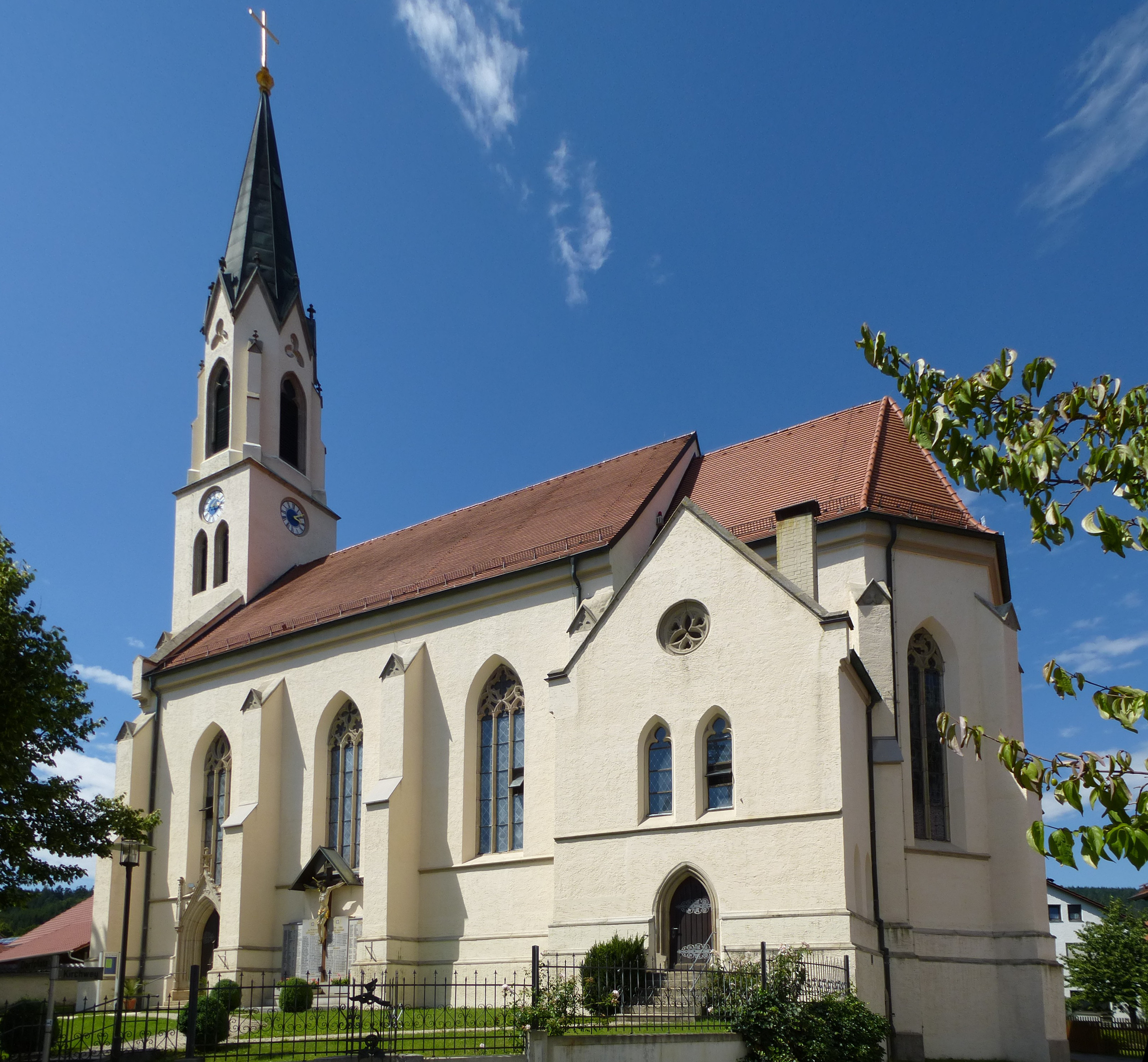
Kirche St. Michael, Hofdorf

## Vorgängerbau
Wann in Hofdorf erstmals eine Kirche erbaut wurde, kann nicht zweifelsfrei gesagt werden. Eine Benefiziumsgründung mit täglicher heiliger Messe lässt sich bereits 1458 feststellen. Ab 1666 wurde die Gemeinde von der Pfarrei Pondorf aus mit einem Kooperator versorgt. Im Jahr 1697 wurde bei einem Brand auch die Kirche zerstört. Erst im Jahr 1764 wurde die Kirche wieder aufgebaut und der Turm restauriert. Auch die Kirchenglocken, soweit noch vorhanden, wurden umgegossen. Am 28. April 1881 fand in der alten Kirche der letzte Gottesdienst statt.

## Geschichte und Baubeschreibung

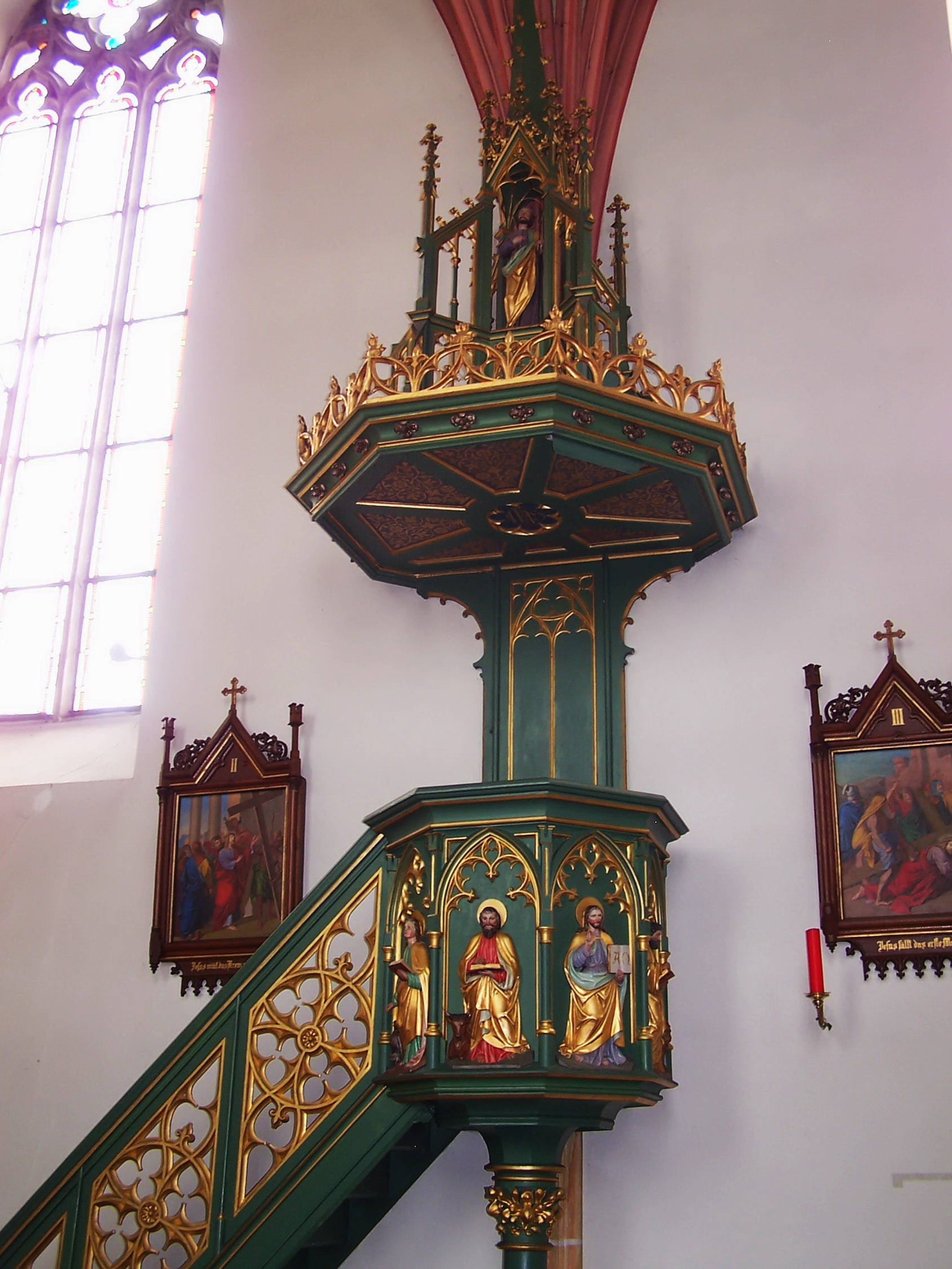
Kanzel mit Reliefs der vier Evangelisten

Erste Bemühungen um die Erweiterung oder den Neubau einer Kirche gehen auf das Jahr 1870 zurück. Die neue Kirche wurde von 1880 bis 1882 auf den Grundmauern mehrerer Vorgängerbauten errichtet und am 14. April 1883 vom Regensburger Bischof Ignatius geweiht. Grundsteinlegung für die neue Kirche war am 30. Juni 1880. Sie ist eine hohe einschiffige Saalkirche mit 14 Strebepfeilern. Das Hauptportal, das Kriegerdenkmal und die Sakristei befinden sich im Süden, ein Nebeneingang im Norden. Im Westen ist an die Kirche der 45 Meter hohe achteckige Turm mit Spitzdach angebaut. Er zählt zu den größten in der weiteren Umgebung. Der Außenbau ist durch Maßwerkfenster, abgetreppte Strebepfeiler und gestufte Sockel reich gegliedert.
1935 wurde die Kirche innen renoviert, 1950 erhielt sie ein neues Dach. 1980 bis 1982 und 2005 folgten weitere umfassende und grundlegende Innen- und Außenrenovierungen. Die vier Zifferblätter der Kirchturmuhr wurden 1960 erneuert sowie eine Elektrouhr eingebaut. Im Jahr 1985 bekam die Kirche eine Orgel. 1983 beging die Pfarrgemeinde das hundertjährige Gründungsfest.

## Besonderheiten

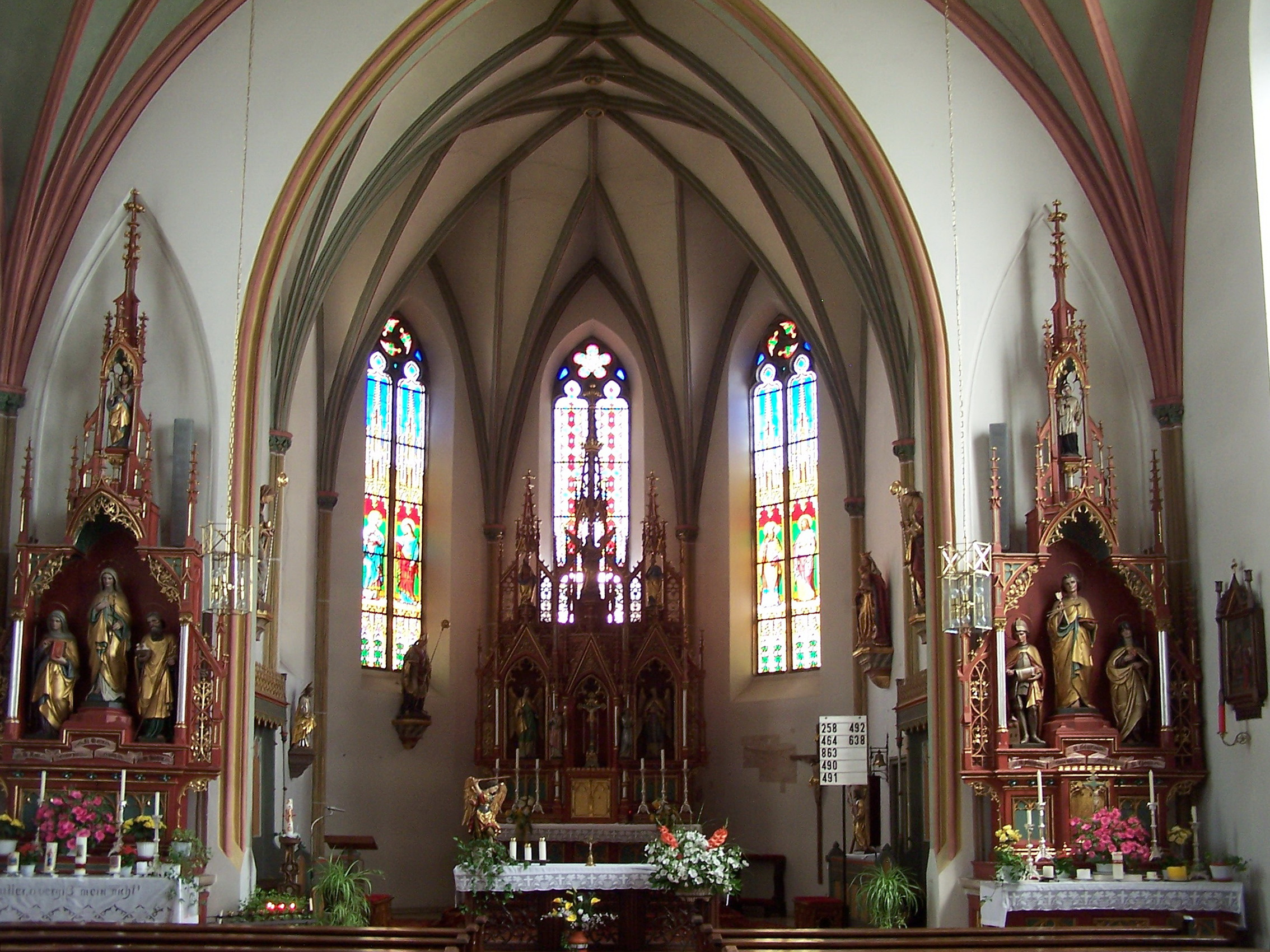
Hochaltar und Seitenaltäre; in der Apsis farbige Glasfenster

Zu den Besonderheiten der Kirche zählen die bunten figürlichen Spitzbogenfenster im Altarraum. Überdies ist das Bauwerk ähnlich dem Regensburger Dom profiliert und seit der Erbauung unverändert in Außen- und Innengestalt.

## Details der Innenausstattung
Die neugotische Einrichtung besteht aus dem Hochaltar mit Sprengwerk, und dem heiligen Michael, dem Patron der Kirche und weiteren Engeln sowie zwei Seitenaltäre jeweils mit Netzgewölben im Altarraum und im Langhaus: Der linke mit der heiligen Anna, Maria und dem heiligen Joseph sowie des guten Hirten, der rechte Altar mit den Heiligen Sebastian, Florian, Aloisius und Theresia. Die Kanzel zeigt Reliefs der vier Evangelisten.
Ein einfacher Taufstein, die 14 Kreuzwegstationen und ein Bild des heiligen Bruder Konrad vervollständigen die Einrichtung.

## Glocken
Nach der Einweihung der Kirche 1883 bekam sie ein neues Geläut, das vom Glockengießer Johann Anton Spannagl aus Regensburg gegossen wurde. Dieses musste im Ersten Weltkrieg jedoch zur Einschmelzung abgegeben werden.
In der Glockenstube des zweigeschossigen Glockenstuhls hängen heute vier Kirchenglocken, drei von ihnen wurden 1950 anstelle der im Zweiten Weltkrieg wiederum eingeschmolzenen Glocken angeschafft. Im Jahr 1961 wurde ein elektrisches Geläut eingebaut.
| Nr. | Name          | Gussjahr | Gießer, Gussort | Ø (mm) | Masse (kg) | Schlagton | Inschrift                             |
| --- | ------------- | -------- | --------------- | ------ | ---------- | --------- | ------------------------------------- |
| 1   | St. Michael   | 1949     |                 |        | 1020       | f1        | Dem Andenken der Gefallenen           |
| 2   | St. Sebastian | 1949     |                 |        | 455        | a1        | „Friede sei ihr erst Geläute“         |
| 3   | St. Maria     | 1949     |                 |        | 254        | c1        | „Segne Du, Maria, alle die hier sind“ |
| 4   | Sterbeglocke  | 1927     |                 |        | 150        | cis1      |                                       |

## Sonstiges
An der Südseite der Kirche befindet sich ein Kriegerdenkmal, das an die Gefallenen beider Weltkriege erinnert.